# Bad Sobernheim
Bad Sobernheim là một đô thị thuộc huyện Bad Kreuznach, bang Rheinland-Pfalz, Đức. Đô thị này có diện tích 54,06 ki-lô-mét vuông. Đô thị Bad Sobernheim tọa lạc bên sông Nahe, cự ly khoảng 20 km về phía tây nam của Bad Kreuznach.
Bad Sobernheim là thủ phủ của Verbandsgemeinde ("đô thị tập thể") Bad Sobernheim.